# Сіножацьке
Сіножа́цьке — село в Україні, у Олишівській селищній громаді Чернігівського району Чернігівської області. До 12 червня 2020 орган місцевого самоврядування — Серединська сільська рада. 
У селі знаходиться мисливське господарство "Лисяча нора" та Краснянське військове лісництво (структурний підрозділ ДП «Чернігівський військовий лісгосп» МО України). При лісництві діє пилорама.
Село розташоване на вулицях Лісова, Набережна та провулку Мисливський. 
Через село протікає річка Смолянка. Проте, через радянські експерименти з меліорацією, річка являє собою дуже вузький струмок. 
Мікротопоніми села: кутки – Набережна, Рудиковщина, Потаповка, Сусловка, Хутор, Дуби; урочища – Чернецьке, Калиновий Куст, Неклі; болото – Смолинка; ліс – Слєпий; долина – Кровавий Кружок.
У центрі села розташовано пам'ятник з іменами селян, які загинули у німецько-радянській війні. На кладовищі села знаходиться могила невідомих солдата Червоної Армії та медсестри, які загинули під час цієї війни, на яку у 2007 р. було встановлено надгробок-обеліск.

## Назва
Найбільш імовірно, що назва села походить від слова "сіножать", що означає сінокіс (процес косіння трави на сіно) або ж сінокісні угіддя. Ще один варіант походження назви - прізвище "Сіножацький". За часів Російської Імперії у документах село пишеться російською мовою як "Синожацкое" або "Сѣножацкое". 
На картах Червоної армії 1935 - 1941 років ця місцевість позначена як "Сеножатская".

## Історія
Біля с. Сіножацьке виявлені поселення епохи бронзи (II тис. до н. е.).
У листі київського полковника Костянтина Солонини до архімандрита Феодосія Углицького від 2 грудня 1688 року сказано, що серед жителів Сіножацького налічується 15 осіб, які є підданими Єлецького монастиря. 
За часів Гетьманщини згідно Ревізії 1726 року Сіножацьке входило до Козелецької сотні, а вже згідно генерального слідства про маєтності 1729-30 років – до Гоголівської сотні.
Зі створенням у 1781 році Козелецького повіту село належало до Олишівської волості цього повіту.
За описом Чернігівського намісництва 1781 р. Сіножацьке «положеніе имѣетъ на косогорахъ, между рощами поправую сторону рѣчки Смолянки, на которой плотина с двома амбарами о двухъ колахъ (тобто два колеса водяних млинів)». У описі сказано, що у селі недостатньо пахотної землі, тому хліборобством тут селяне займаються мало, а здебільшого займаються «зажоном» (наймана праця зі збирання хліба не за гроші, а за снопи з зерном) у різних місцях Переяслівського полку.
Згідно даним Чернігівського Губернського статистичного комітету у 1901 році у Сіножацькому проживало 268 осіб чоловічої статі та 309 жіночої. Поштова адреса села відносилася до станції Красне. За адміністративно-поліцейським поділом село входило до 1-го стану повіту. 
Згідно статистичних списків XIX - початку XX сторіччя церкви у селі не було. Про це говорить і те, що у списках Сіножацьке значиться як "деревня", а не "село".
Школу було відкрито 1905 року, на що земством та сільською громадою було витрачено 3000 рублів.
У 1920 році у селі у власності селян було 9 вітряних млинів для переробки зерна. 
За переписом 1920 р. кількість володінь у селі - 124. Населення: чоловіки - 275, жінки - 293, всього - 568 осіб. Поштова адреса - Олишівка.
У 30-х роках 20-го сторіччя жителів села було виселено до сусідніх сіл (Надинівка, Серединка та ін.), а на території села Сіножацьке було створено об'єкти комісаріату оборони СРСР: "Краснянські табори імені К. Ворошилова". Перед самим початком німецько-радянської війни ці табори стали центром для концентрації та формування нових частин РСЧА. Ці формування у перші дні війни були відправлені на західний кордон та у Гомель. 
Після Другої світової війни на цій території було створено підсобне господарство Промкомбінату 135 будівельного управління Київського військового округу, де для потреб армії вирощували сільгосппродукцію, а також утримували корів, свиней, коней. Жителям села дозволили повернутися на рідну землю. Проте, повернулися вже не всі, тому кількість жителів села зменшилася.
Коли потреба у підсобному господарстві відпала, у 1954 році селі було створено Краснянське військове лісництво квартирно-експлуатаційного управління КВО, де й працювали лісниками, лісорубами, пилорамщиками, трактористами та водіями місцеві мешканці, а також мешканці сусідніх сіл. При лісництві діяв клуб (зараз використовується як склад), лазня, кузня, ґонтоцех, стайня. Працював один магазин з продуктовими та господарчиними товарами, який спочатку був розташований на вїзді у село з боку Серединки, а потім, у 1970х роках, був перенесений у нову муровану будівлю навпроти контори лісгоспу.
Пізніше у кутку "Дуби" було створено мисливську базу Київського військового округу (тепер - мисливське господарство "Лисяча нора"), де полювали військові.
У 90-ті роки 20-го сторіччя у село було прокладено дорогу з твердим покриттям і запущено автобусне сполучення з Черніговом.
У 2008 році Краснянське лісництво села Сіножацьке було серед лідерів сплати податків до бюджету Чернігівського району (за словами в.о. начальника Чернігівської МДПІ).
З часом населення села зменьшується, через те, що покоління, народжене у 50-ті роки і пізніше, виїзджає у міста та більші села.

## Галерея

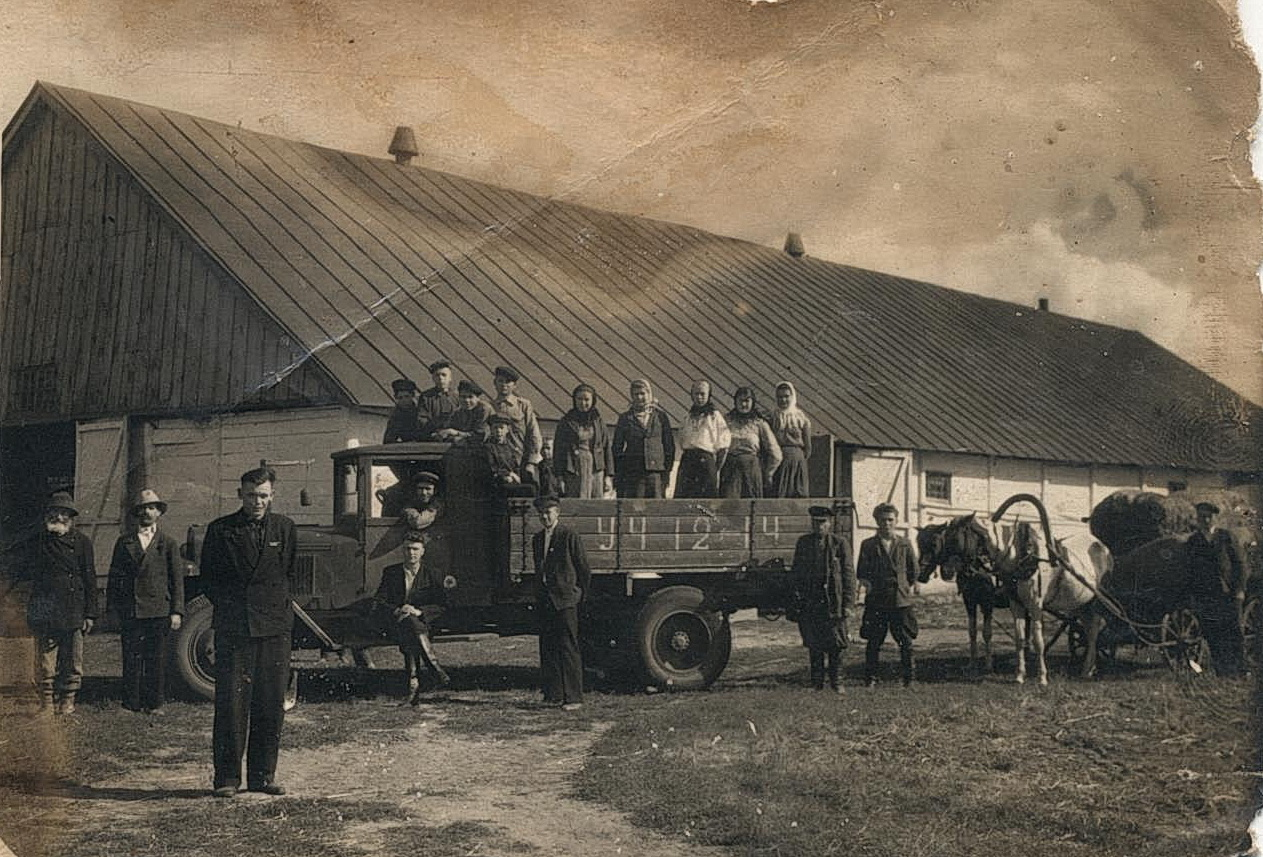
Працівники у с. Сіножацьке після Другої світової війни.
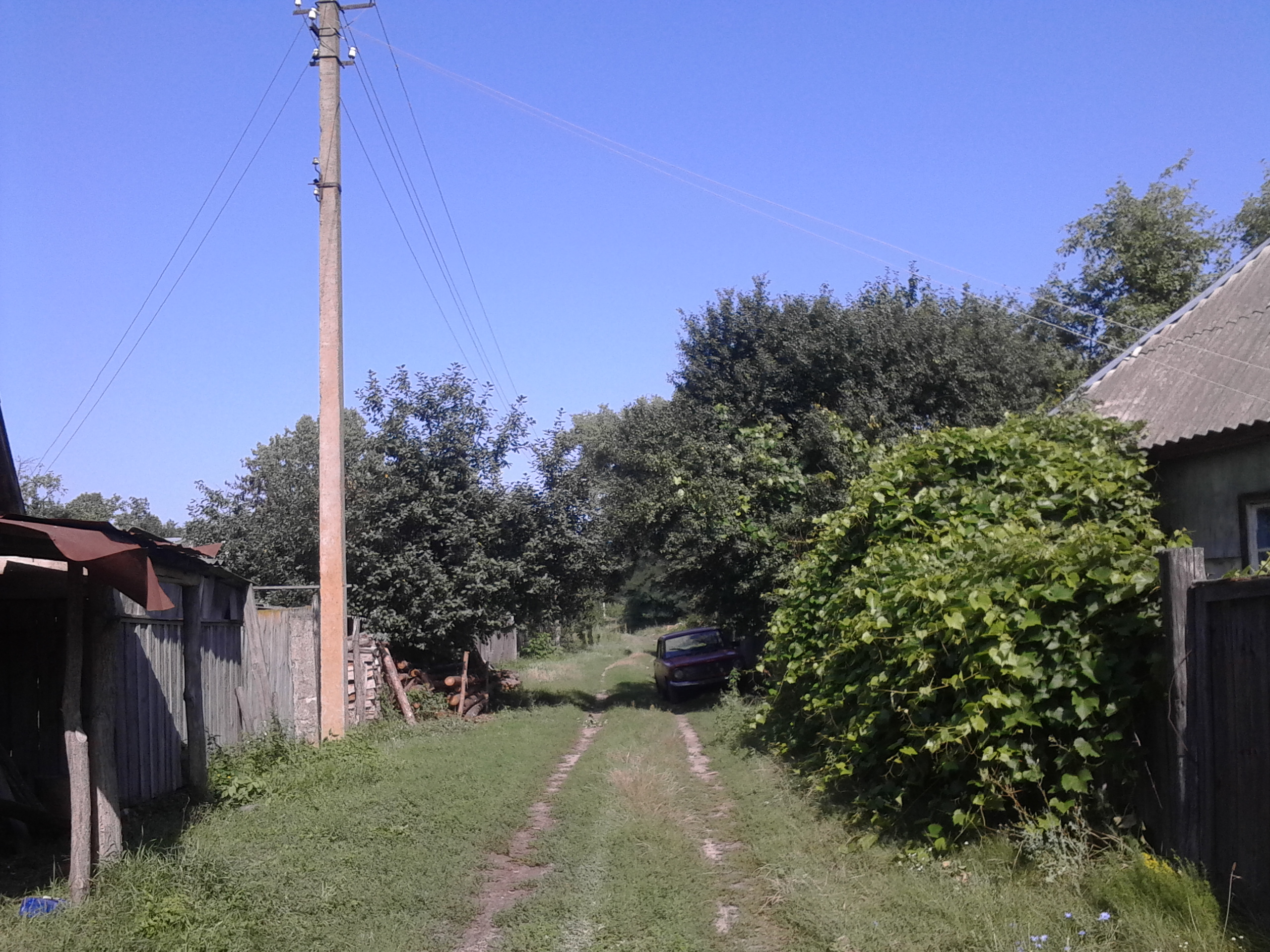
Вулиця Набережна
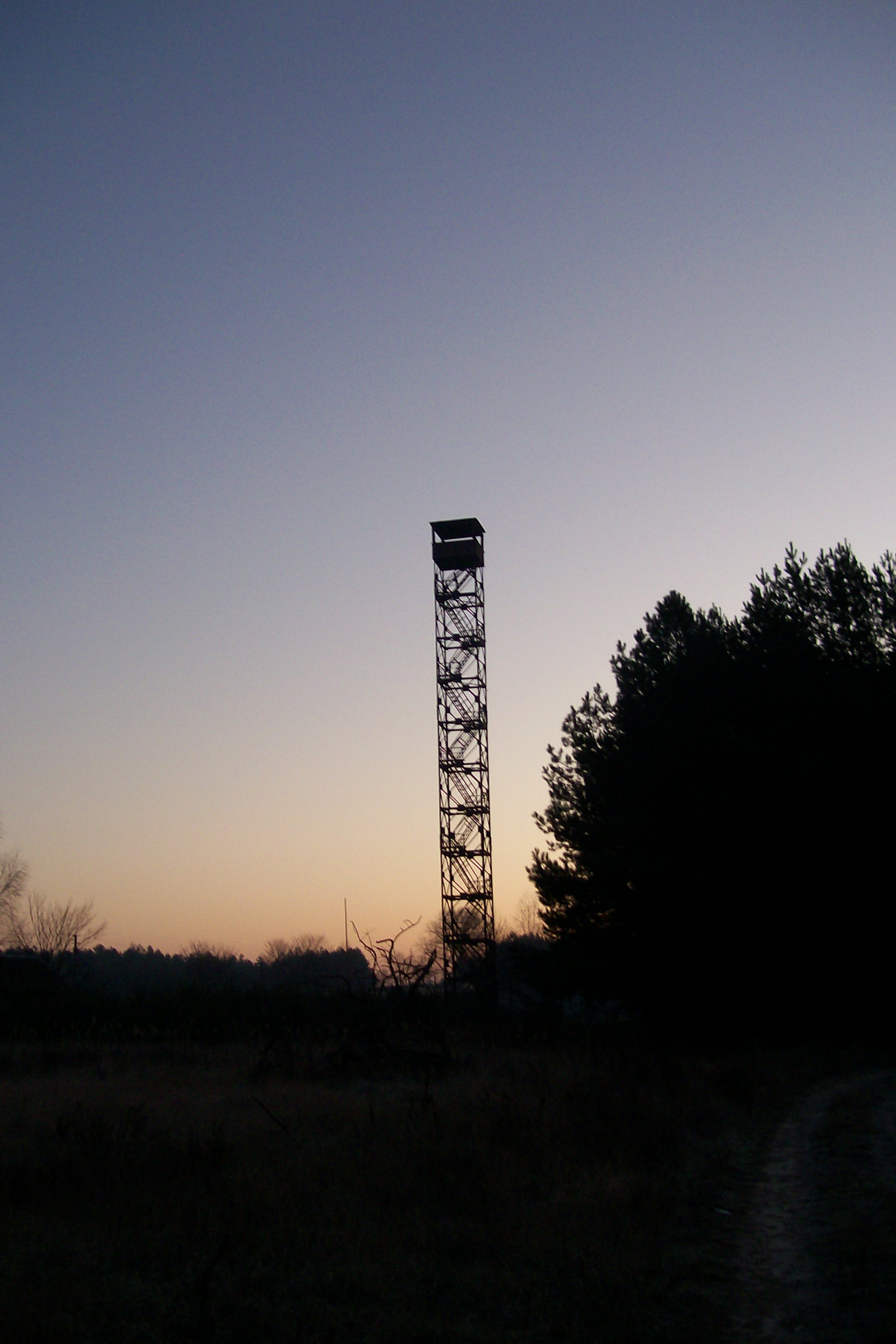
Пожежна вежа у с. Сіножацьке
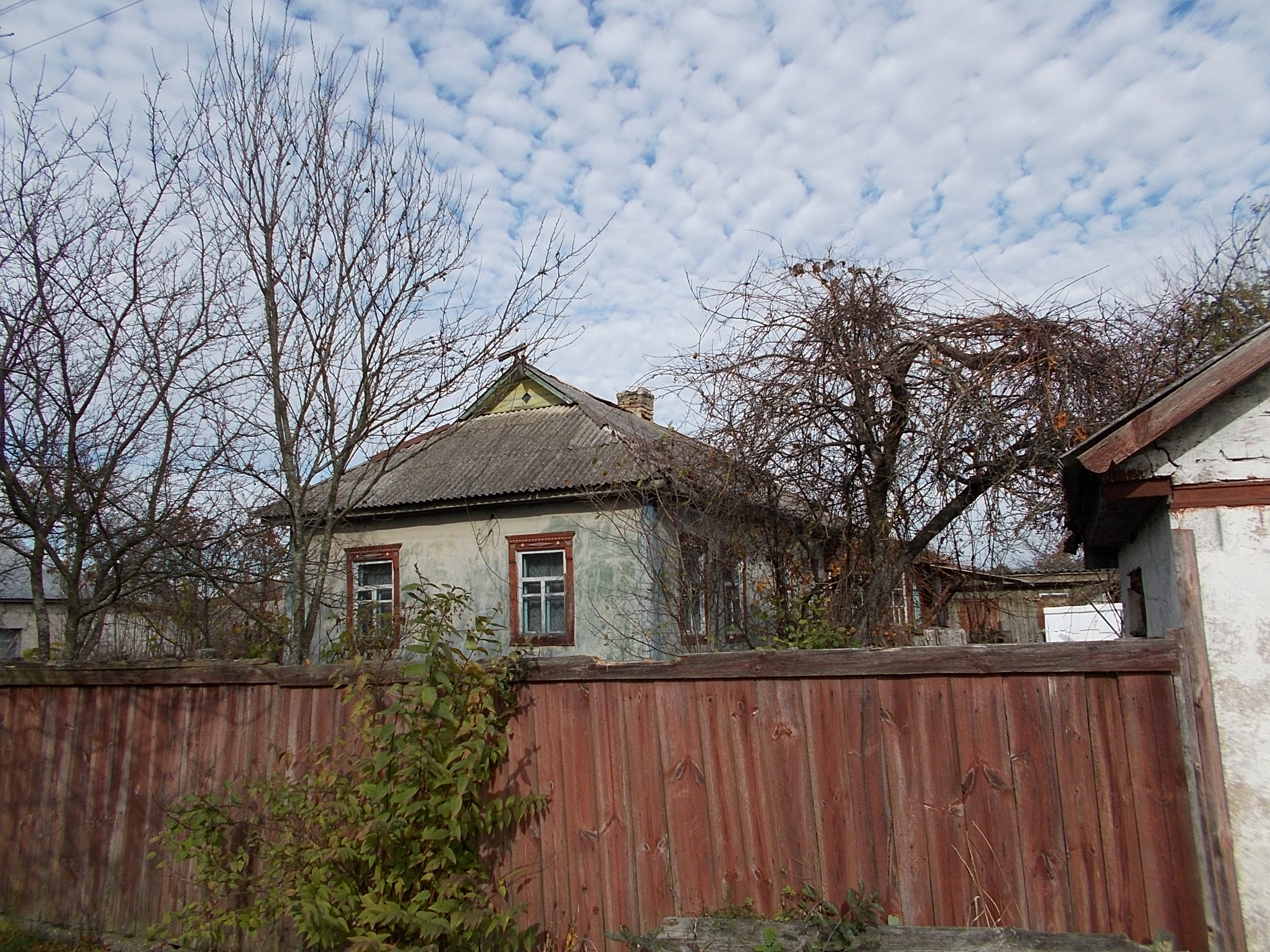
Будинок у с. Сіножацьке
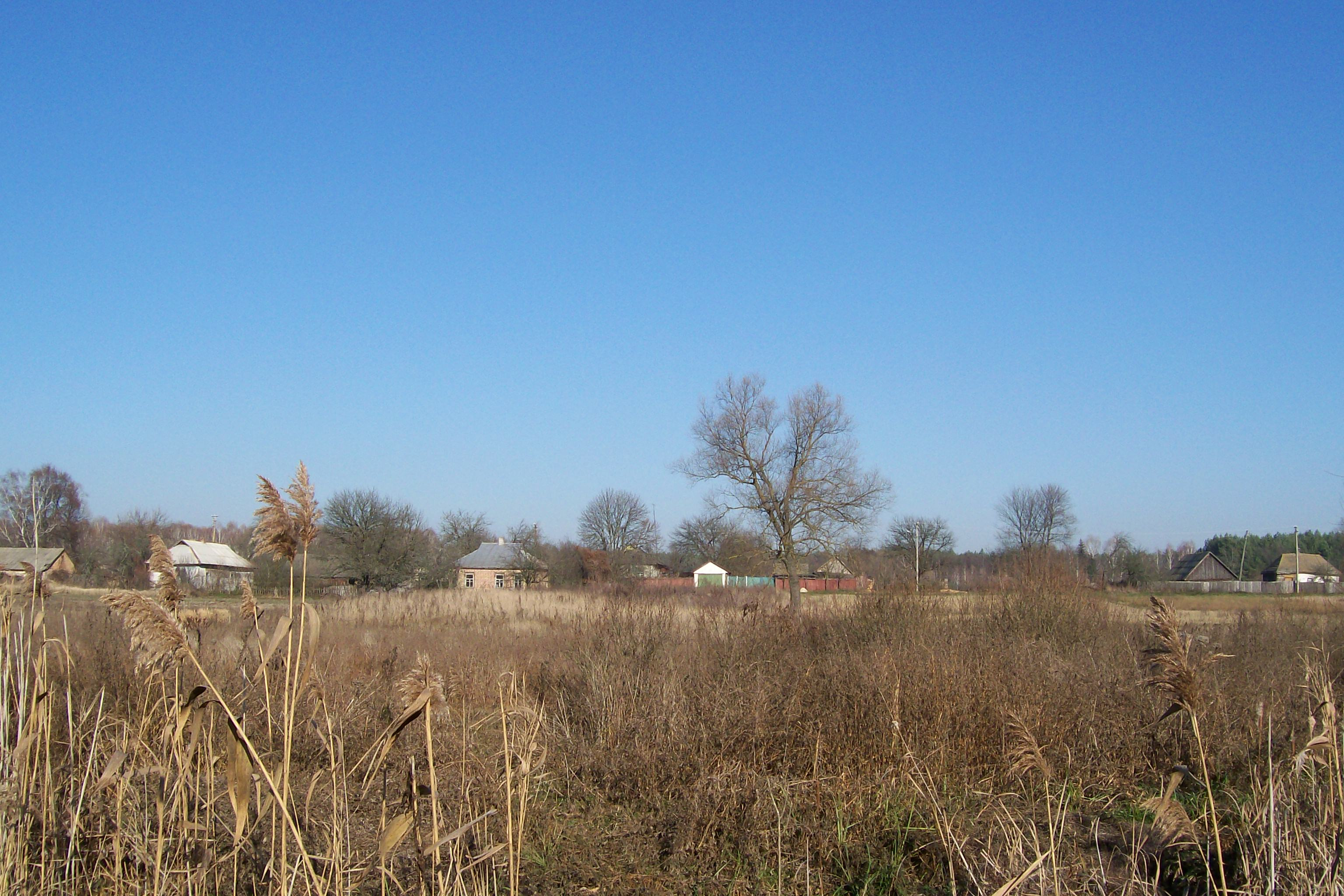
Вид на с. Сіножацьке від р. Смолянка
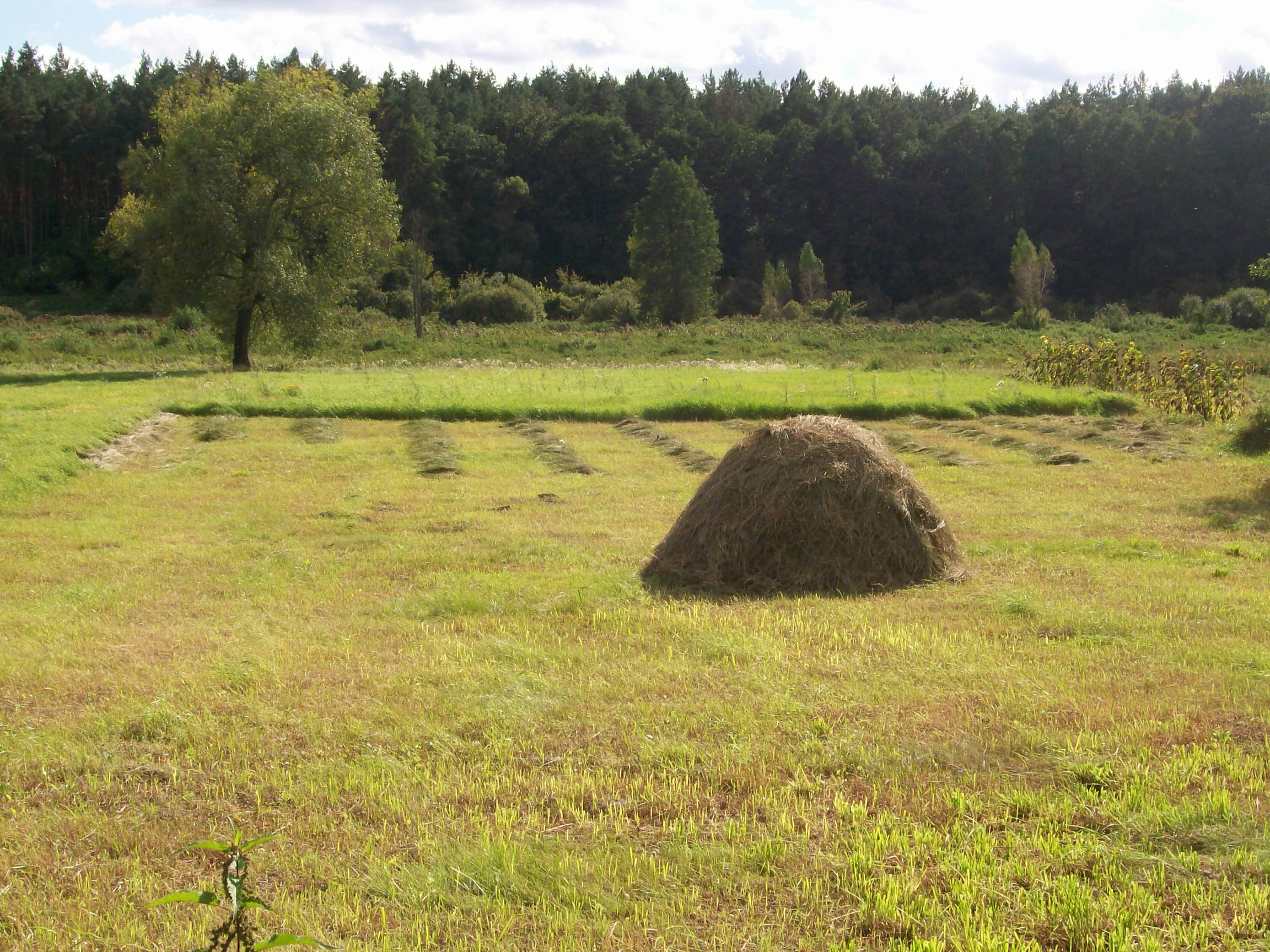
с. Сіножацьке, вид на ріку Смолянка
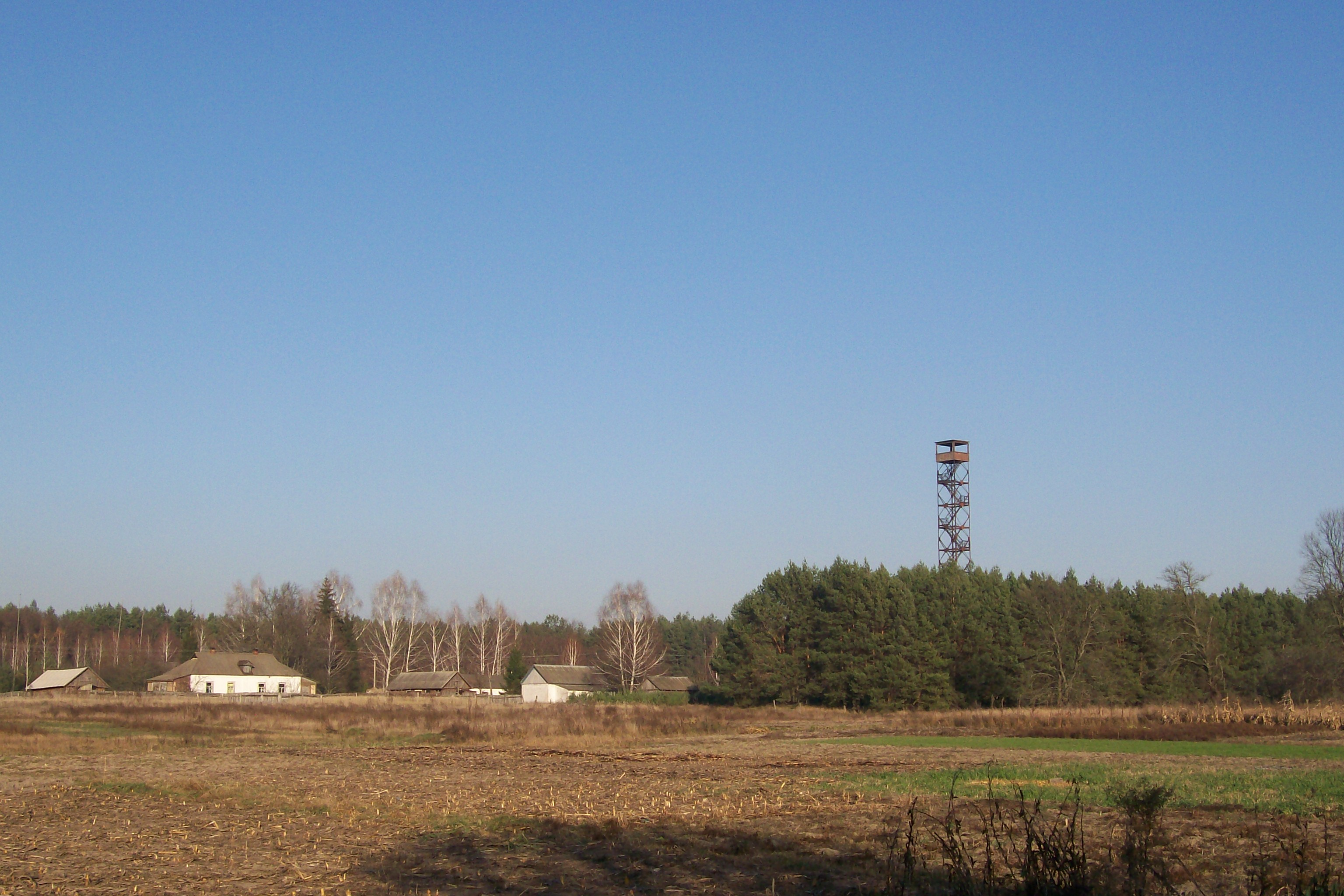
Вид на вул. Лісову (центр села)
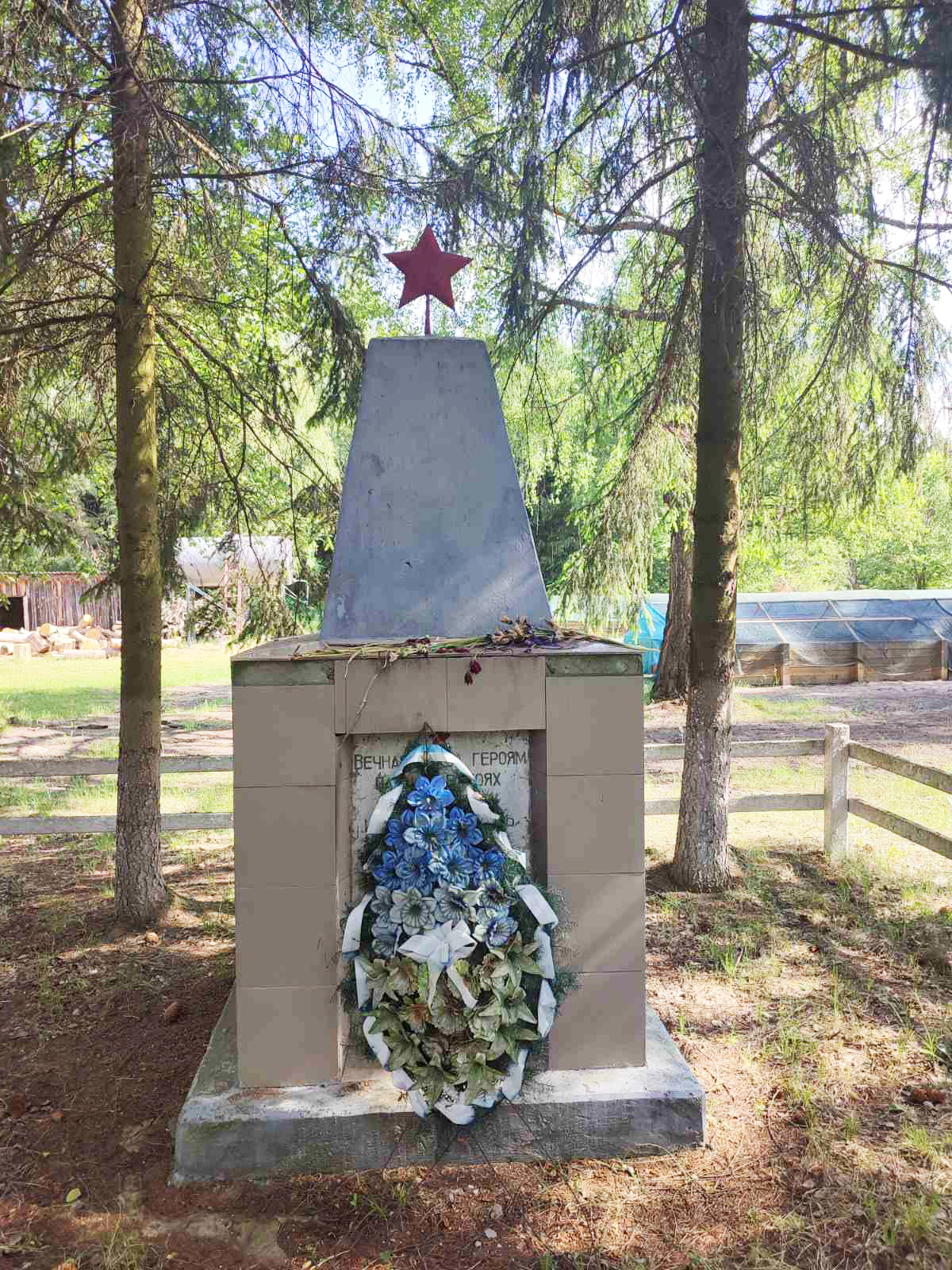
Пам'ятник з іменами жителів села, які загинули у німецько-радянській війні.